# Zonitoschema megalops
Zonitoschema megalops es una especie de coleóptero de la familia Meloidae.

## Distribución geográfica
Habita en las islas Duke of York.